# 森林鱷屬
森林鱷屬（學名：Dyrosaurus）是種已滅絕森林鱷科，生存於始新世的北美洲。模式種是磷礦森林鱷（D. phosphaticus）。森林鱷是種大型鱷類，身長估計可達6公尺。牠們具有修長的頜部，內有眾多彎曲的牙齒，顯示牠們主要以魚類為食，類似現今的長吻鱷。森林鱷的牙齒有平滑的琺瑯質，牙齒長而銳利，有助於咬住、固定身體易滑的獵物。

## 照片集

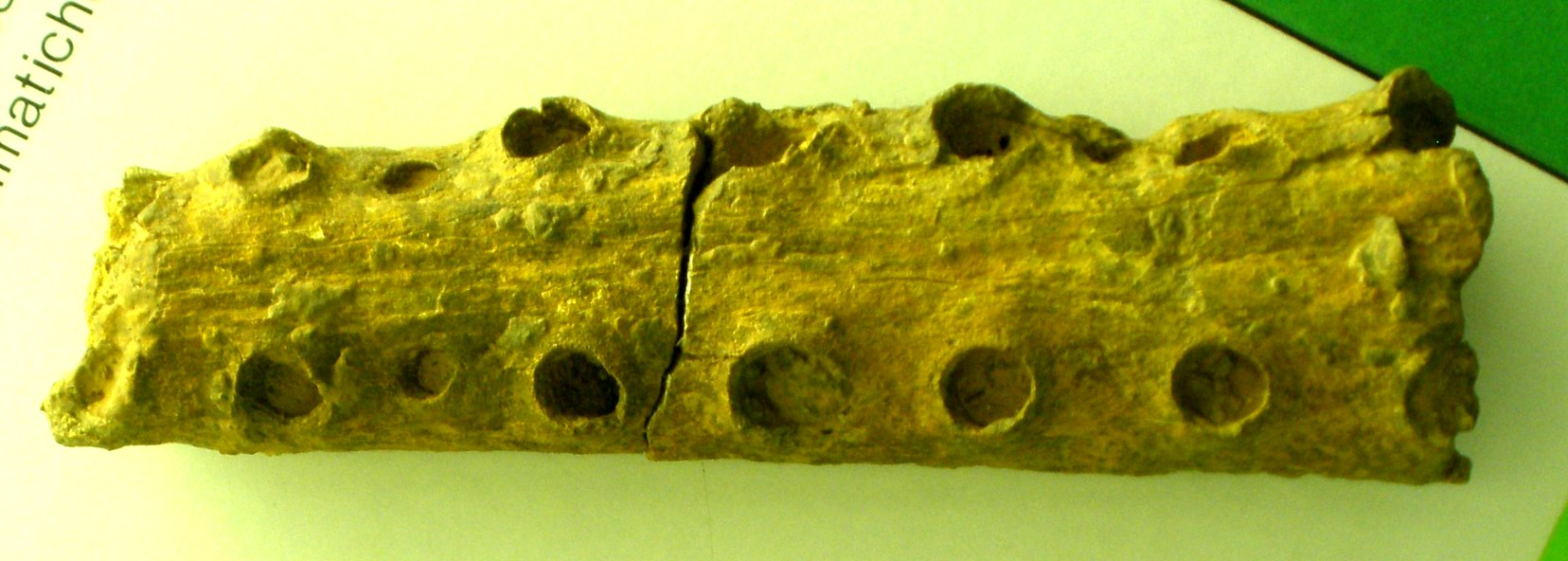
森林鱷的下頜
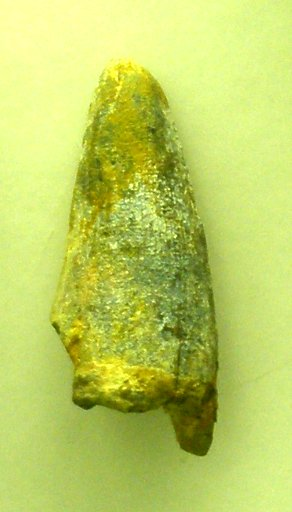
森林鱷的牙齒
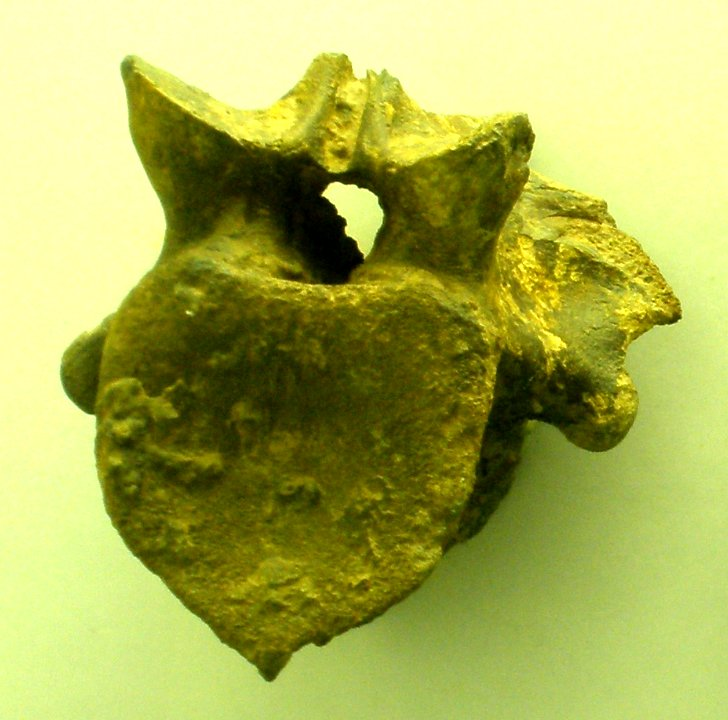
森林鱷的脊椎